# Pueraria calycina
Pueraria calycina är en ärtväxtart som beskrevs av Adrien René Franchet. Pueraria calycina ingår i släktet Pueraria och familjen ärtväxter. Inga underarter finns listade i Catalogue of Life.